# Kaizen

Kaizen in Kanji.

Kaizen (改善, Japans voor "veranderen naar beter" of "verbetering") is een methodiek en daarmee verbonden mentaliteit om continu kleine incrementele verbeteringen door te voeren om zo tot een optimaal werk- of productieproces te komen. Alle deelnemers in een organisatie worden betrokken bij Kaizen en aangemoedigd verspillingen en tijdverliezen te signaleren en hier oplossingen voor te bedenken. Zowel medewerkers op de werkvloer of in de fabriek als de directie doen eraan mee. Het gaat uitdrukkelijk niet om van bovenaf opgelegde ideeën. Zelfs externe stakeholders kunnen betrokken worden wanneer nodig. Kaizen heeft raakvlakken met Lean en de kwaliteitscirkel van Deming. Een belangrijk voorbeeld van het succesvol toepassen van Kaizen is de autoproducent Toyota die, met eigen aanvullingen, The Toyota Way heeft ontwikkeld.
Kaizen werd ontwikkeld om na de Tweede Wereldoorlog de Japanse economie snel concurrerend te krijgen. De methode is voortgekomen uit het Training Within Industry Program van het United States Department of War. Dit programma bestond tijdens de oorlog en hielp bedrijven creatief om te gaan met hogere productie-eisen met minder personeel, omdat veel werknemers werden opgeroepen om aan het front te vechten. Oorspronkelijk was Kaizen alleen bedoeld voor de productieprocessen in fabrieken maar deze methode werd later eveneens in andere sectoren doorgevoerd zoals logistiek en de banksector.
Kaizen stelt dat alles in een proces verbeterd kan worden en niets hetzelfde hoeft te blijven. Het is een dagelijkse activiteit met een doel dat verder gaat dan verbetering. Het is ook een proces dat, wanneer correct uitgevoerd, de werkplaats menselijker maakt: het elimineert hard werk (zowel mentaal als fysiek) en het leert mensen de verspillingen (muda's) in een proces te zien en te elimineren. Als iedereen kritisch naar de eigen taken kijkt, eigen foutieve inzichten toegeeft (Hansei) en voorstellen doet ter verbetering wordt het productieproces meetbaar efficiënter. Daar komt bij dat grote veranderingen vaak als bedreigend worden ervaren, zeker als deze van bovenaf worden opgelegd. Kleine veranderingen daarentegen, die aangedragen zijn door de direct betrokkenen kunnen juist wel op draagvlak rekenen. Kortom: kleine verbeteringen, door de betrokkenen zelf aangedragen leiden uiteindelijk tot grote successen en sterke betrokkenheid van de medewerkers.
Kaizen wordt vaak misverstaan en incorrect toegepast. Dit resulteert in slechte resultaten en leidt tot bijvoorbeeld ontslagen. Dit noemt men "kaiaku" (letterlijk: "veranderen naar slechter"). Ontslagen zijn niet het doel van kaizen en evenmin het van bovenaf opleggen van eenmalige grote verbeterslagen of het najagen van medewerkers met behulp van een stopwatch. Integendeel, kaizen moet uitgevoerd worden met respect voor de mensen. Zonder respect voor de mensen kan er geen voortdurende verbetering mogelijk zijn.

## Implementatie

De kwaliteitscirkel van Deming.

Een andere definitie van het Japanse gebruik van kaizen is "uiteenhalen en opnieuw in elkaar steken op een betere manier." Datgene wat uiteengehaald wordt is meestal een proces, een systeem, een product of een dienst. Het bedenken van verbeteringen is niet vrijblijvend. De verbetering moet aantoonbaar en het liefst zelfs meetbaar zijn. Het invoeren gebeurt volgens de kwaliteitscirkel van Deming met aanvullingen. De volgende stappen worden doorlopen:
1. Een probleem, verspilling of knelpunt wordt geïdentificeerd
2. De oplossing wordt door de direct betrokkenen bedacht, eventueel met hulp van een expert
3. De oplossing wordt doorgevoerd en getest
4. De resultaten van de oplossing worden geanalyseerd, zo wordt bijvoorbeeld tijdwinst in een fabriek gemeten
5. De oplossing wordt gestandaardiseerd en op andere plekken ook doorgevoerd

Het gebruik van Kaizen gaat hand in hand met methoden als Six Sigma, total quality management (TQM), root cause analysis (RCA) en total productive maintenance (TPM). Hulpmiddelen zijn Ishikawa-diagrammen en het idee dat men vijf keer waarom moet vragen om tot de kern van een probleem te komen, zoals gesteld door Sakichi Toyoda. Een van de bekendste schrijvers over kaizen is Masaaki Imai. Hij schreef het boek Kaizen, en het vervolg daarop Gemba Kaizen, dat vrij vertaald kan worden als "verbeteren vanaf de werkvloer".
Kaizen leent zich ook in het dagelijks leven en bij persoonlijke coaching. Wanneer iemand een andere levenswijze wil aanleren speelt ook weer dat grote opgelegde veranderingen de persoon kunnen overweldigen terwijl kleine stappen die zelf bedacht, uitgeprobeerd en geïmplementeerd worden langzaamaan het leven succesvol kunnen veranderen. Iemand kan zich bijvoorbeeld stapsgewijs aanleren om milieubewuster te gaan leven, sociale contacten te leggen of meer te bewegen.